# Hypoxis occidentalis
Hypoxis occidentalis är en enhjärtbladig växtart som beskrevs av George Bentham. Hypoxis occidentalis ingår i släktet Hypoxis och familjen Hypoxidaceae.

## Underarter
Arten delas in i följande underarter:
- H. o. occidentalis
- H. o. quadriloba